# Торнтон, Мерл
Мерл Торнтон (англ. Merle Thornton, 1930 — 16 августа 2024) — австралийская общественная деятельница, писательница, учёный, сценарист и драматург. 

## Биография
Торнтон родилась в 1930 году в Сиднее, Австралия. Она училась в Сиднейском университете и Университете Квинсленда. Она наиболее известна благодаря протесту 1965 года в отеле «Регата», во время которого она и Розали Богнер приковали себя цепями к решётке в знак протеста против запрета на обслуживание женщин в общественных барах в Квинсленде, Австралия. Благодаря своим инициативам в области прав женщин и социальной справедливости она стала пионером создания Ассоциации равных возможностей женщин в 1965 году и открытия первого курса женских исследований в Университете Квинсленда в 1973 году. За свои заслуги в 2015 году она получила Орден Австралии. Торнтон, мать историка Гарольда Торнтона и австралийской актрисы Сигрид Торнтон, умерла в возрасте 94 лет в своём родном городе Сиднее, Австралия, 16 августа 2024 года.